# Игор Симић (политичар)
Игор Симић (Титова Митровица, 25. мај 1986) српски је политичар који тренутно обавља дужност народног посланика у Скупштини Републике Косово. Портпарол је и потпредседник Српске листе.

## Биографија
Рођен је 1986. године у Титовој Митровици (Косовска Митровица), која је у то време била део Социјалистичке Федеративне Републике Југославије .
Дипломирао је на Економском факултету Универзитета у Приштини с привременим седиштем у Северној Косовској Митровици, а касније је завршио докторске студије на истом факултету и стекао докторат одбранивши докторску дисертацију на тему Заједнице српских општина. Тренутно је асистент на Економском факултету Универзитета у Приштини и члан савета на Правном факултету истог универзитета.
Извршни је директор НВО „Синергија”. Симић је 2015. године постао директор надзорног одбора јавног предузећа „Мрежа Мост”, а затим поново 2019.
Поред матерњег српског језика, говори и енглески.

## Политичка каријера
Пре него што се придружио Српској листи и Српској напредној странци 2016. године, био је портпарол Грађанске иницијативе „Слобода, демократија, правда” (СДП) на челу с Оливером Ивановићем, који је у то време био у затвору и који је касније убијен у атентату 2018. године.
После косовских парламентарних избора 2017. године, Симић је постао посланик у Скупштини Републике Косово и након избора 2019. године поново је изабран. Тренутно је члан парламентарног одбора за права и интересе заједница и повратак, као и члан одбора за локалну управу, јавну управу, регионални развој и медије.
Године 2018, Игор Симић је изабран за потпредседника Српске листе.
У новембру 2019. Симић је рекао да Србија наставља да финансира паралелне структуре и да обезбеђује плате за 40 хиљада грађана Србије на Косову. Такође је осудио тврдње да је Северно Косово опасније од осталих делова Косова и да млади људи не напуштају Косово због Српске листе, већ због косовске политичке елите.